# Nona Strömwall
Eleonora "Nona" Madeleine Strömwall, född 21 juni 1919 i Shanghai i Kina, död 25 juni 1996 i Sydafrika[källa behövs], var en svensk tecknare och porträttmålarinna. Hon var dotter till direktören Holdo Strömwall och Karin Stenström samt 1946 gift med bergsingenjören Mattias "Matts" Liljefors (brorson till Bruno) som dock hastigt gick bort nästföljande år.
Strömwall medverkade under 1930-talet i Nationalmuseums utställning Unga tecknare. Strömwall är representerad på bland annat Moderna museet i Stockholm.